# 妹背牛温泉
妹背牛温泉（もせうしおんせん）は、北海道雨竜郡妹背牛町にある温泉。

## 泉質
- ナトリウム-塩化物・炭酸水素塩泉
  - 泉温　44.2℃

## 温泉地
妹背牛町役場の近辺に、コテージを併設した日帰り入浴施設「妹背牛温泉ペペル」が存在する。

### 基本データ
営業時間
10:00から22:00まで（場合によって、変動あり）
料金
- 入浴のみ　大人：500円 小人：250円
- 宿泊（コテージ）8000円から16000円

## 歴史
- 1990年（平成2年）、最初のボーリングを実施。
- 1993年（平成5年）、妹背牛温泉ペペル開業。
- 1995年（平成7年）、2度目のボーリングを実施。
- 2024年（令和6年）4月27日、大規模改修が完了し新装オープン[1]。

## アクセス
JR函館本線妹背牛駅より、徒歩15分又はバスで5分。
深川留萌自動車道深川西ICより、車で7分。